# Cantharellus cascadensis
Cantharellus cascadensis är en svampart som beskrevs av Dunham, O'Dell & R. Molina 2003. Cantharellus cascadensis ingår i släktet Cantharellus och familjen kantareller.   Inga underarter finns listade i Catalogue of Life.